# وجبة
للمزيد حول الدقيق المطحون طحنًا خشنًا، انظر الطحين.

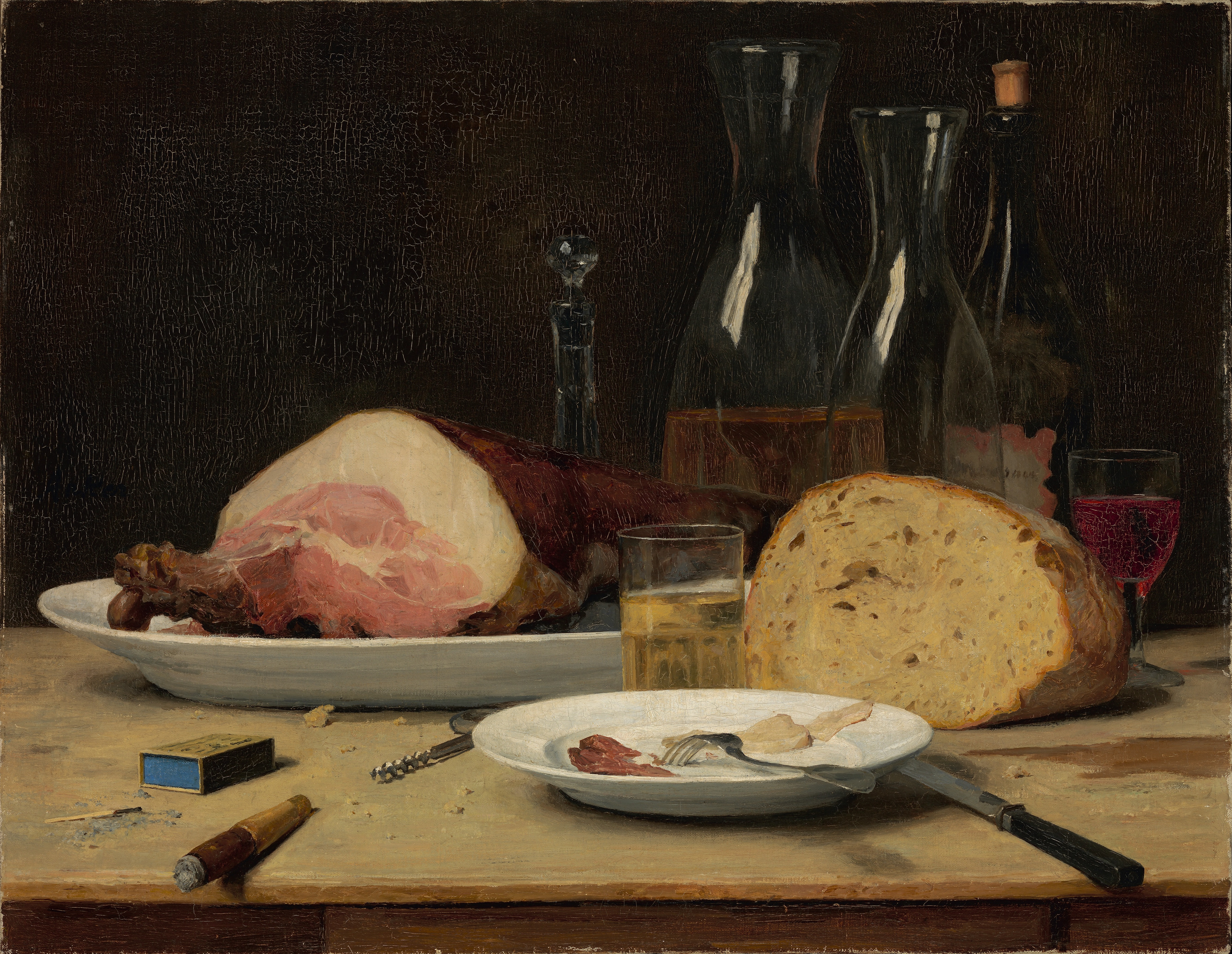
ألبرت آنكر (Albert Anker)، الطبيعة الصامتة إفراط (1896)

الوجبة هي حالة من حالات الأكل خصوصًا تلك الأكلات التي تكون في زمان محدد ويتناول الناس فيها أغذية معينة يتم إعدادها وتجهيزها.
والأصل فيها أن تكون في البيت أو المطعم أو المقاهي، ولكنها قد تكون في أي مكان. والوجبات المنتظمة يتناولها الناس كل يوم، ودائمًا لعدة مرات في اليوم الواحد. أما الوجبات الخاصة فتقام بالتزامن مع مناسبات منها أعياد الميلاد والزفاف والأعياد السنوية والأعياد.
وتختلف الوجبة عن الوجبة الخفيفة في أن الوجبة تكون أكبر حجمًا وأكثر تنوعًا وإشباعًا من الوجبة الخفيفة.
والنزهة هي أن تأخذ طعامك وتخرج لتناول وجبة في الهواء الطلق، وإما أن يكون الطعام من الشطائر أو من الوجبات المحضّرة في المنزل (أحيانًا يوضع الطعام في سلة النزهة). وفي أغلب الأحيان، تكون هذه النزهة في مكان ترفيهي أو طبيعي، مثل المتنزهات والغابات والشواطئ والمروج العشبية. وفي الجولات الطويلة بالسيارة ربما تكون النزهة في مكان على جانب الطريق مثل مناطق الاستراحة.
أما الوليمة فهي وجبة كبيرة مطوّلة - غالبًا رسمية - بها الكثير من الضيوف والأصناف.

## الوجبات المتعددة الأطباق

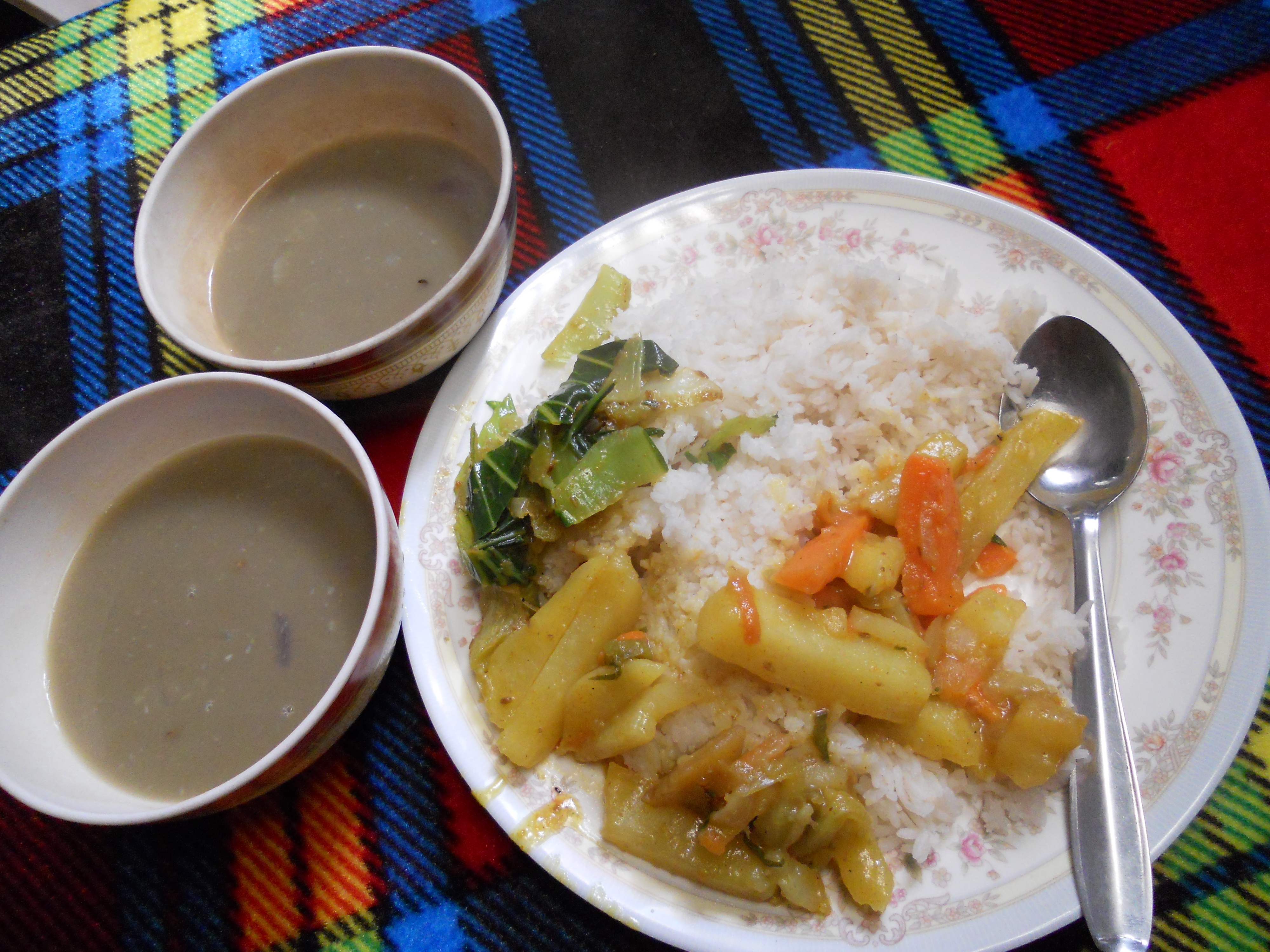
وجبة نيبالية نموذجية

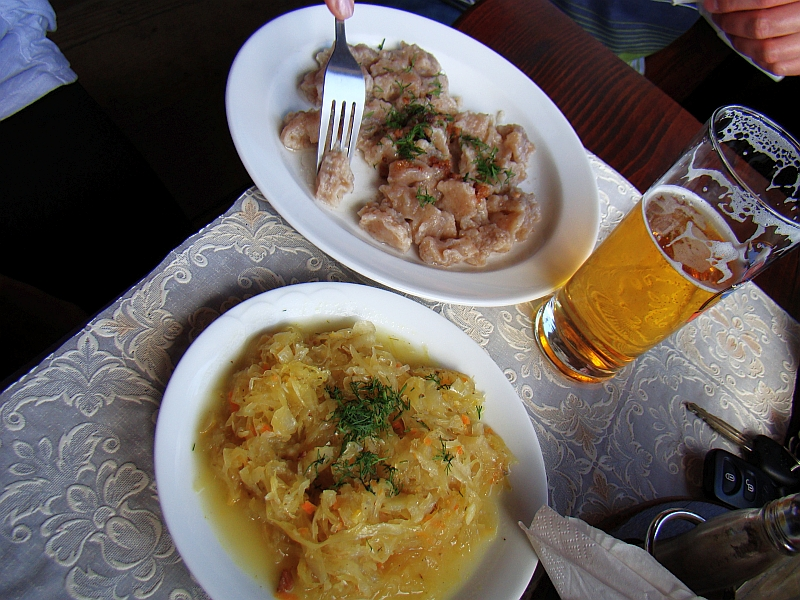
وجبة محلّية في سانوك (فطائر عليها ملفوف مخلل، وبيرة)

إن أكثر الوجبات متعددة الأطباق في العالم الغربي تتخذ تسلسلًا ثابتًا، متأثرة في ذلك بالتقاليد الفرنسية في الطبخ الراقي. ويفترض أن يكون لكل طبق حجم خاص ونوع مختلف بما يتناسب مع تسلسله في الوجبة. وهناك بعض التغييرات بناءً على المكان والعادات. وفيما يلي التسلسل المتعارف عليه في الوجبات متعددة الأطباق:
1. تبدأ الوجبة بـالمقبلات، وهي حصة صغيرة لا تحتوي عادة على اللحوم الحمراء. وأحيانًا تسمى طبق الشوربة حيث إن الشوربة والحساء ومرق اللحم من المقبلات المشهورة. وفي الأعراف الإيطالية، تُقدّم المقبلات الغذائية، وهي عادة ما تؤكل باليد ولا تحتوي على عجينة الباستا أو أي نشا. وفي الولايات المتحدة يستخدم مصطلح مقبلات بدلاً من أنتريه، حيث يشير أنتريه إلى ما يعرف بـ الطبق الرئيسي.
2. وقد يتبع هذا الطبق مجموعة متنوعة من الأطباق، قد يكون من بينها طبق أسماك أو غيره من المتبَّلات (أطباق خفيفة)، كل منها مع ما يناسبه من الخضروات. ويتوقف عدد وحجم هذه الأطباق المتتابعة تمامًا على الأعراف داخل كل بلد.
3. ويعقب هذان الطبقان الطبق الرئيسي أو الطبق البيني. وهذا هو أهم طبق وجرت العادة بأن يكون أكبرها أيضًا. وفي الولايات المتحدة يُطلق على الطبق الرئيس مسمّى أنتريه.
4. ثم يأتي الدور على طبق السلطة ، رغم أن السلطة قد يشار بها في أغلب الأحيان إلى الخضروات المطبوخة، وليس الخضر الذي يتبادر إلى أذهان الكثير عند سماع هذه الكلمة. ووفقًا لما ذُكر في كتاب متعة الطهي (The Joy of Cooking)، يقدم الخضر في طبق السلطة «لعمل منظر جمالي فقط». ويلاحظ أن في الولايات المتحدة وكندا وبريطانيا العظمى وأجزاء من أوروبا، يقدّم طبق السلطة (السلطة الخضراء عادة) في إحدى الوجبات التي تسبق الطبق الرئيسي. وأحيانًا أخرى تقدم السلطة مع طبق الجبن.
5. وقد تُستكمل الوجبة بتناول ما يختاره من الجبن ، معها اختيار مناسب من النبيذ. ويقدم الجبن في بلاد كثيرة قبل الوجبة الرئيسية ليدخل ضمن المشهّيات، وفي الولايات المتّحدة يكون غالبًا بين الطبق الرئيس والحلويات، كما هو الحال في بلاد أوروبا الغربية. والبندقة أيضًا من بين ما يُختار بعد الوجبة (ومن هنا كان القول المأثور "من الشربة إلى البندقة، أي من البداية إلى النهاية).
6. وتُتَوّج الوجبة بطبق التحلية، سواء كانت باردة أو دافئة، وأحيانًا تختم بقدر من الفاكهة الباردة أو الدافئة، ويُشرب معها نبيذ التحلية.

ربما يُقدم بين الوجبات الشربات أو غيرها من مطهرات الحنك.
وربما يقدم المضيف قبل الوجبة مجموعة من المشهيات أو المقبلات ومعها النبيذ أو الكوكتيل، وربما يقدم بعد الوجبة حلوى خفيفة، مثل الشوكولاتة والقهوة ومشروبات ما بعد العشاء (الكونياك وبراندي وليكور وما شابهها). ولا يمكن النظر إلى هذه على أنها أطباق قائمة بذاتها.
وقد تبدأ الوجبة بـ فواتح الشهية (amuse-bouche)وتسمى أيضًا فاتحات الشهية (amuse-gueule)، وهي لقمة صغيرة تقدم قبل المقبًلات أو قبل الطبق الأول من الوجبة. ويُقدّم معها نبيذ تكميلي لاستثارة براعم التذوّق، ولتهيئة الضيف لاستقبال الوجبة، ولإعطاء فكرة سريعة عن نكهة الطبّأخ.
والحلوى (entremet) هو طبق صغير يقدم أحيانًا بين الأطباق أو عند التحلية.

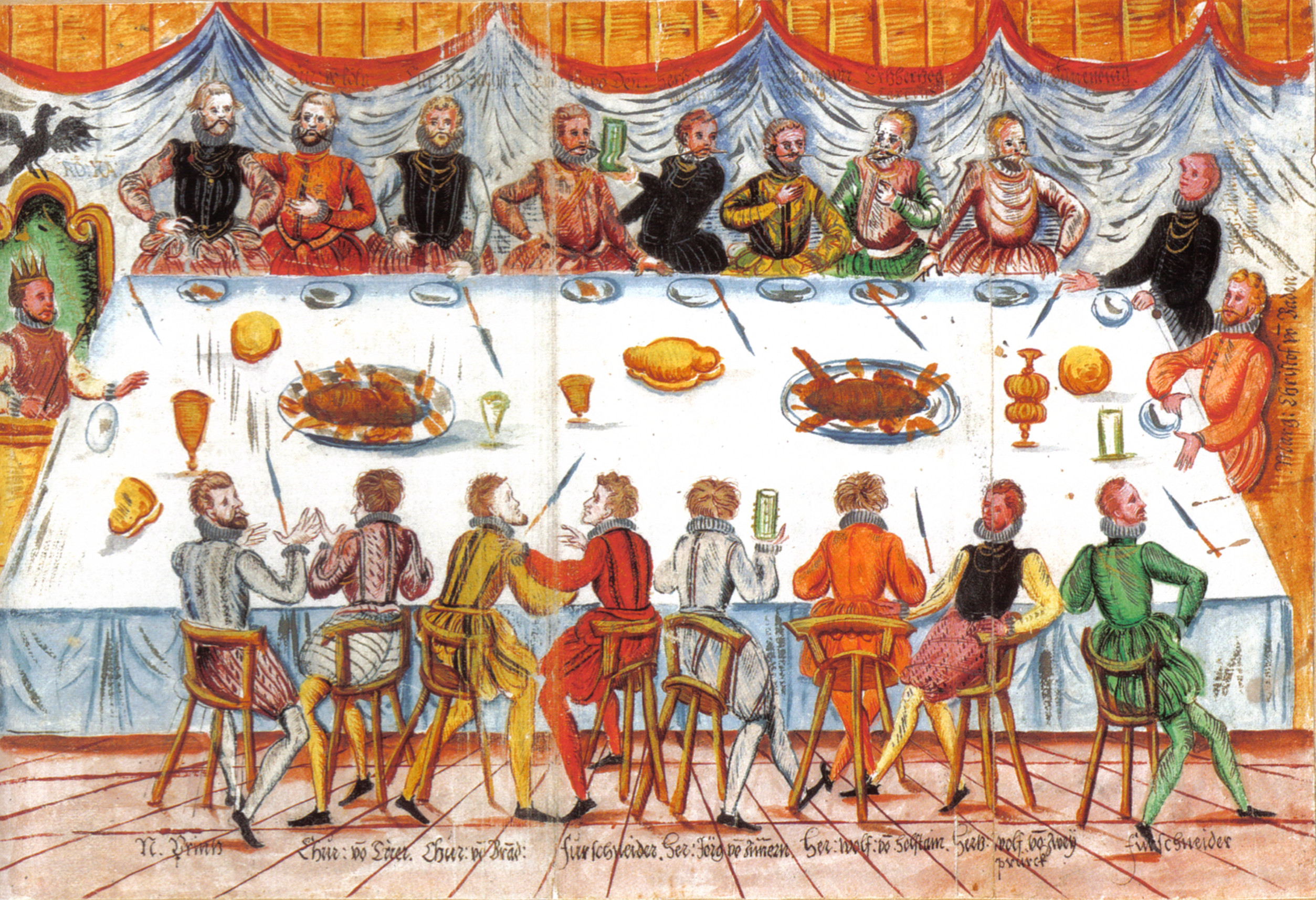
وجبة في قصر الإمبراطور فرديناند الأول (Emperor Ferdinand I)،

## أوقات الطعام

### وجبات الطعام المنتشرة
يختلف نوع الطعام المقدّم أو المأكول في أي زمان تبعًا لاختلاف الأعراف والأماكن. وأسماء الوجبات هي الأخرى يمكن تبادلها بحسب الأعراف، فهناك من يتناول الوجبة الرئيسة (dinner) في اليوم عند منتصف النهار، وحينئذ يكون العشاء عند آخر النهار أو في وقت مبكر من المساء، وهناك من يطلق اسم الغداء (lunch) على وجبة منتصف النهار واسم العشاء على وجبة المساء المبكّر. وهذا يتغير من مكان لآخر وحتى من أسرة لأخرى.
- الفطور يتناوله الناس في غضون ساعة أو ساعتين من استيقاظهم في الصباح.[1]
- الغداء أو الوجبة الرئيسية ويتناولها الناس زهاء منتصف النهار، عادة بين الساعة 11 صباحًا والساعة 2 مساءً. ويحدث تبادل بين الاسمين من منطقة لأخرى بحسب قدر هذه الوجبة عندهم.[2]
- وجبة المساء أو وجبة الشاي هي وجبة يتناولها الناس في المساء. ويحدث تبادل بين الاسمين من منطقة لأخرى بحسب قدر هذه الوجبة عندهم.[3]
- العشاء هي في أغلب الأحيان وجبة يتناولها الناس في المساء قبل أن يأووا إلى فراشهم.[4]

### وجبات أخرى
- الفطور الثاني هي وجبة شعبية تقدم في منتصف الصباح في مناطق من أوروبا الوسطى.
- وجبة الضحى، وتسمى أيضًا «شاي الضحى»، هي شراب ووجبة خفيفة يتناولها البعض في الساعات الأخيرة من الصباح بعد الفطور وقبل الغداء.
- وجبة الفطور والغداء وجبة في أواخر الصباح، وتكون عادة أكبر من الفطور وبديلاً عن الفطور والغداء، وهي أكثر شيوعًا في يوم الأحد.
- شاي ما بعد الظهيرة هي وجبة في منتصف الظهيرة ودائمًا ما تكون في الساعة 4 مساءً، وتتكون من طعام خفيف من الشطائر الصغيرة مثلاً أو كعكة أو بسكويت مع الشاي.[5]
- وجبة الشاي هو وجبة عند البريطانيين يتناولونها في الساعات الأولى من المساء.[5]
- الوجبة الأخيرة هي وجبة تُقدم للسجين قبل إعدامه.

## وصلات خارجية
- [<a href="http://www.history-magazine.com/dinner2.html%22>http://www.history-magazine.com/dinner2.html</a> “What Time is Dinner?”], a historian looks at the evolution of mealtimes.
- [<a href="http://womensportsfitness.com/?id=4e24f66c%22>http://womensportsfitness.com/?id=4e24f66c</a> “Small meals or big ones?”], a comparison of the number of meals taken per day.